# Erodium cyrenaicum
Erodium cyrenaicum là một loài thực vật có hoa trong họ Mỏ hạc. Loài này được (Pamp.) Guitt. mô tả khoa học đầu tiên năm 1990.